# تشايكور ريزه سبور
تشايكور ريزه سبور ((بالتركية: Çaykur Rizespor)‏) هو نادٍ رياضي تركي تأسس عام 1953 ويلعب في الدوري التركي الدرجة الأولى.

## وصلات خارجية
- (بالتركية) الموقع الرسمي